# Goal line
Goal line, linia punktowa – linia na boisku do futbolu amerykańskiego i futbolu kanadyjskiego oddzielająca pole punktowe od pola do gry.

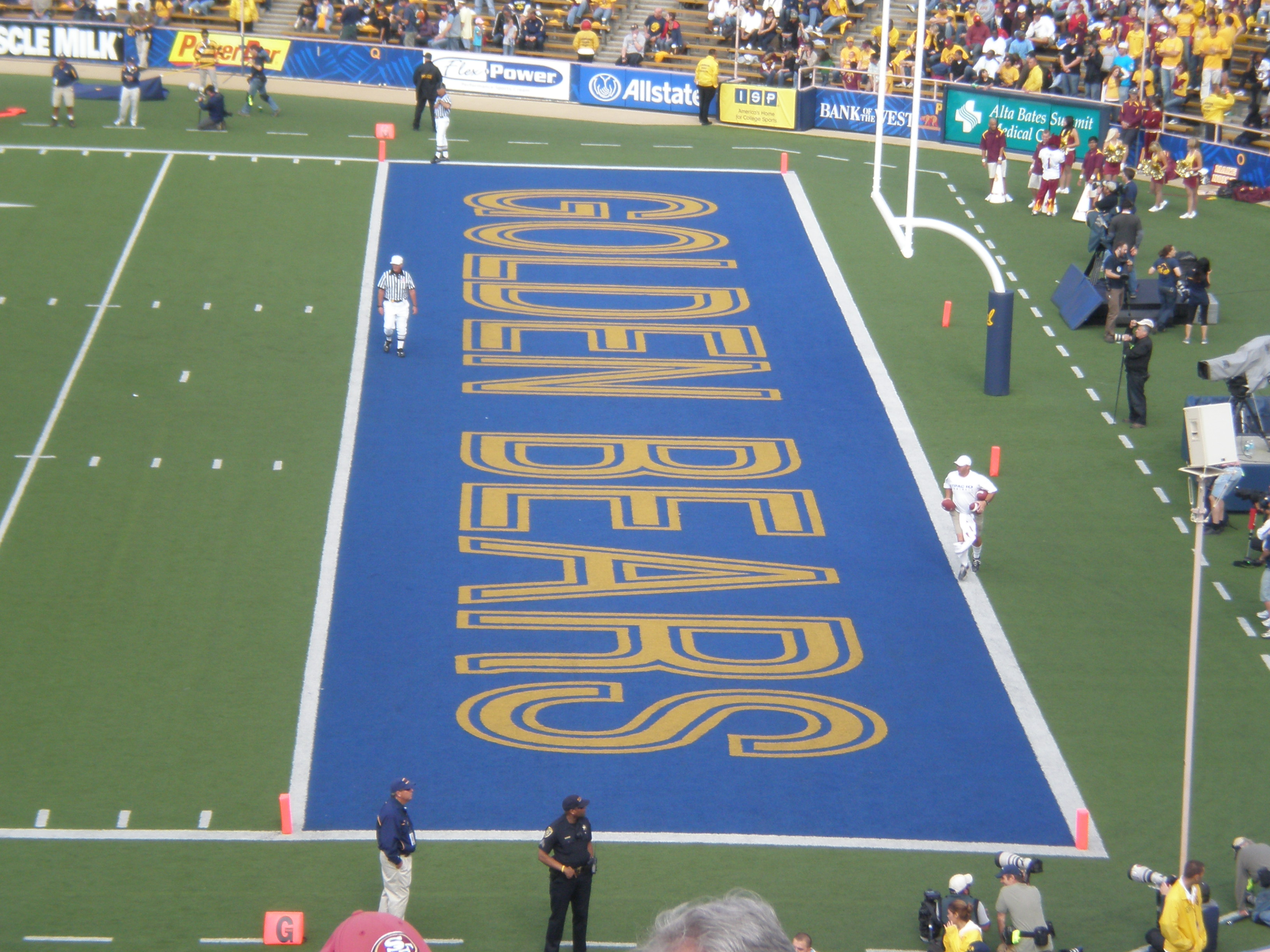
Goal line po lewej stronie niebieskiego pola punktowego (end zone)

W futbolu amerykańskim biegnie równolegle do linii kończącej boisko w odległości 10 jardów (9,1 m) od niej, a w futbolu kanadyjskim 20 jardów (18,3 m). W obu wersjach futbolu odległości te mierzy się od brzegu linii po stronie pola gry do najdalszego końca linii kończącej boisko, tak że jest ona częścią pola punktowego. Punkty zdobywa się gdy piłka przekroczy krawędź rozpoczynającą goal line.
Jeśli dowolna część piłki przekroczy brzeg linii punktowej pomiędzy liniami bocznymi będąc pod kontrolą gracza drużyny atakującej uznaje się to za touchdown a drużyna zdobywa punkty. Jest to zasadnicza różnica w stosunku do sportów takich jak piłka nożna czy hokej gdzie do zaliczenia punktów piłka bądź krążek muszą przekroczyć linię bramkową całym swoim obwodem. 